# 2e régiment d'aviation mixte de la Garde
Pour les articles homonymes, voir 2e régiment.
Le 2e régiment d'aviation mixte de la Garde (en russe : 2-й гвардейский смешанный авиационный полк, abrégé 2 гв. сап), de son nom complet le 2e régiment d'aviation mixte de la Garde de l'ordre de Souvorov (en russe : 2-й гвардейский смешанный авиационный ордена Суворова полк), est une unité aérienne des forces aérospatiales russes (n° d'unité ?) opérant au sein de la 21e division d'aviation mixte.

## Historique
Le régiment est créé en 2015 à la base aérienne de Chagol dans l'oblast de Tcheliabinsk.
Le 2 octobre 2019, le régiment reçoit ses derniers bombardiers de nouvelle génération Su-34.
Le 4 février 2019, par décret du président de la fédération de Russie, le 2e régiment est décoré de l'ordre de Souvorov.
En 2022, l'unité participe à la guerre contre l'Ukraine lors de l'offensive du Nord de l'Ukraine.
Le 31 mars 2023 , par décret du président de la fédération de Russie, le 2e régiment reçoit le titre d'unité de la « Garde ».